# STS-90
STS-90 byla dvacátá pátá mise raketoplánu Columbia. Celkem se jednalo o 89. misi raketoplánu do vesmíru. Cílem letu byl let laboratoře Spacelab.

## Posádka
- Richard A. Searfoss (3), velitel
- Scott D. Altman (1), pilot
- Richard M. Linnehan (2), letový specialista 1
- Dafydd Williams (1) letový specialista 2
- Kathryn Patricia Hireová (1), letový specialista 3
- Jay C. Buckey (1), specialista pro užitečné zatížení 1
- James Anthony Pawelczyk (1), specialista pro užitečné zatížení 2

V závorkách je uvedený dosavadní počet letů do vesmíru včetně této mise.